# Pourriture noire de Java
La pourriture noire de Java est une maladie fongique qui affecte la patate douce cultivée (Ipomoea batats, famille des Convolvulaceae). C'est une des principales causes de pertes post-récolte des racines de patates douces. Les dégâts peuvent être très important pendant le stockage, d'autant plus que celui-ci dure longtemps. L'agent causal est une espèce de champignons, Lasiodiplodia theobromae (Pat.) Griff. & Maubl. (anamorphe) ou Physalospora rhodina Berk. & Curt. apud Cooke (téléomorphe).